# 佐藤好春
佐藤 好春（さとう よしはる、1958年5月15日 - ）は、日本のアニメーター、キャラクターデザイナー。日本アニメーション所属。神奈川県出身。

## 人物
神奈川県立神奈川工業高等学校を卒業後、大学入学を目指すが頓挫。1978年スタジオ・カーペンターに入社し数作品の動画を担当した後、日本アニメーションに移籍。アニメーター森康二、近藤喜文らに学び、『世界名作劇場シリーズ』のメイン・アニメーターとして永く活躍した。
1986年愛少女ポリアンナ物語で、初のキャラクターデザイナーに抜擢される。その後、スタジオジブリに移籍するが、そのきっかけになったのは、1988年公開の高畑勲監督の火垂るの墓の作画監督に決まった近藤喜文の推薦により、宮崎駿監督のとなりのトトロの作画監督に抜擢されたことによる。その後、スタジオジブリで数作、原画、作画監督として参加した後、日本アニメーションに戻る。再び世界名作劇場若草物語 ナンとジョー先生、ロミオの青い空のキャラクターデザインを手がけるが、1997年世界名作劇場シリーズの終了に伴い、フリーランスとなる。ウオルトディズニージャパンなどを経て、2001年、株式会社タイトーのゲームソフト「ガラクタ名作劇場 ラクガキ王国」のアートディレクターに招聘され、同作品のCM映像も手がけている。
2009年3月までゲームメーカータイトーに在籍していた。その後、BSでハウス食品世界名作劇場シリーズとして復活したことによる、こんにちはアン参加のため、古巣である日本アニメーションに戻り、2018年現在も同社に所属している。そのほか、2005年より有限会社トラッシュスタジオの代表取締役プロデューサーの釘宮陽一郎と組んで、科学館向け短編劇場用映画や、TVCMなどのコンテンツ制作を多数行っている。とくに、九州地区限定の製パンメーカーフランソアのTVアニメCMは、2018年現在30作を越える長期シリーズとなっていて、佐藤の代表作となっている。2017年、フランソアCMは10周年を迎え、10年分のCMを繋いだ「カシスとアルルの物語」がWEBに公開された。また、同年11月、これまでの経験を生かしたアニメーションの参考書（レシピ本）「佐藤好春と考えるキャラクターとアニメーションの描き方」（共著：釘宮陽一郎（トラッシュスタジオ））をナツメ社から出版する。2018年には、アニメーター画業40周年を迎えた。2019年から2020年にかけては、花王のキャンペーンのキャラクターデザイン、WEBCMを手掛ける。

## 参加作品

### テレビアニメ
1978年
- SF西遊記スタージンガー&II（動画）1978年 - 1979年
- 銀河鉄道999（動画）1978年-1981年
- キャプテンフューチャー（動画）1978年 - 1979年

1979年
- 赤毛のアン（動画）

1980年
- トム・ソーヤーの冒険（動画、原画）

1981年
- 家族ロビンソン漂流記ふしぎな島のフローネ（原画）

1982年
- 南の虹のルーシー（原画）

1983年
- アルプス物語 わたしのアンネット（作画監督）

1984年
- 牧場の少女カトリ（作画監督、ED作画）

1985年
- 小公女セーラ（原画）

1986年
- 愛少女ポリアンナ物語（キャラクターデザイン、作画監督、OPED作画監督）

1987年
- 愛の若草物語（9話 原画）
- ミスター味っ子（原画）1987年 - 1989年

1988年
- キテレツ大百科（作画監督）1988年 - 1996年

1989年
- がきデカ（作画監督）1989年 - 1990年
- 楽しいムーミン一家（原画）1989年 - 1991年
- YAWARA!（原画）1989年 - 1992年

1990年
- おむすびころりん（作画）＊OVA
- デビルマン 妖鳥死麗濡編（原画）

1993年
- 若草物語 ナンとジョー先生（キャラクターデザイン、作画監督）

1994年
- 七つの海のティコ（作画監督）

1995年
- ロミオの青い空（キャラクターデザイン、作画監督）

1996年
- おおかみと七ひきのこやぎ（演出、作画）
- 名犬ラッシー（作画監督）
- ちびまる子ちゃん（OP原画）

1997年
- 中華一番（原画）1997年 - 1998年
- さくらももこ劇場 コジコジ（OP作画監督、作画監督、原画）1997年 - 1999年

1998年
- 彼氏彼女の事情（原画、トトロ登場のシーン作画）1998年 - 1999年

1999年
- 未来少年コナンII タイガアドベンチャー（作画監督）1999年 - 2000年

2003年
- onちゃん夢パワー大冒険!（キャラクターデザイン、原画）

2009年
- こんにちは アン 〜Before Green Gables（キャラクター原案、番宣用原画、原画、作画監督）

2011年
- ルパン三世 血の刻印 〜永遠のMermaid〜（キャラクターデザイン、作画監督）

2012年
- 新世界より（原画）
- 絶園のテンペスト（原画）

2013年
- ちびまる子ちゃん みんなで踊ろう! 夏の豪華1時間スペシャル 「町内の盆踊り」（原画）

2015年
- 銃皇無尽のファフニール（原画）

2017年
- ちびまる子ちゃん（原画）

2018年
- ルパン三世 PART5（原画）

2019年
- ピアノの森（絵コンテ）

2020年
- ハクション大魔王2020（作画監督・原画、OP原画）

2022年
- ラブオールプレー（原画・OP原画）

2023年
- 青のオーケストラ（作画監督・原画）

### 劇場アニメ
1988年
- となりのトトロ（作画監督）

1989年
- 魔女の宅急便（原画）

1991年
- おもひでぽろぽろ（作画監督）

1992年
- 紅の豚（原画）
- 楽しいムーミン一家　ムーミン谷の彗星（原画）

1996年
- 魔法陣グルグル 劇場版（原画）

1997年
- THE DOG OF FLANDERS（劇場版 フランダースの犬）（キャラクターデザイン、作画監督）

2001年
- くじらとり（原画）※ノンクレジット、三鷹の森ジブリ美術館上映映画
- ティガー・ムービー プーさんの贈りもの（原画）
- アリーテ姫（原画）

2002年
- 猫の恩返し（原画）

2010年
- 借りぐらしのアリエッティ（原画）

2011年
- 魔法使いハーレイのスピードストーリー(キャラクターデザイン・作画監督) ＊科学館上映用映画
- 鋼の錬金術師 嘆きの丘の聖なる星(原画)
- 星を追う子ども(原画)
- ちきゅうをみつめて(キャラクター原案) ＊科学館上映用映画

2012年
- 映画ドラえもん のび太と奇跡の島 〜アニマル アドベンチャー〜(原画)

2013年
- 映画ドラえもん のび太のひみつ道具博物館(原画)

2015年
- 映画ドラえもん のび太の宇宙英雄記(原画）
- シンドバッド 空とぶ姫と秘密の島(作画監督、キャラクターデザイン)

2016年
- シンドバッド 魔法のランプと動く島(作画監督、キャラクターデザイン)
- 長編映画　シンドバッド (作画監督、キャラクターデザイン) ＊シンドバット3部作編集再構成版

2017年
- 打ち上げ花火、下から見るか? 横から見るか?（原画）

### ゲーム
- ガラクタ名作劇場 ラクガキ王国（アートディレクター、アドシネ作画）2002年
- ラクガキ王国2 魔王城の戦い（アートディレクター）2004年[12]
- ロストマジック（アートディレクター）2006年
- タクトオブマジック（キャラクターイラスト）2009年

### その他
1992年
- CM そらいろのたね (CM原画) 1992年 - 1993年

2002年
- ペレランディア！ 島田満著　挿絵 (電子書籍)

2003年
- 日本アニメーション 作品の版権原画（CDジャケット、カレンダー等）2003年 -

2005年
- CM アスカコーポレーション「森のココロコロ」(CM作画監督、オリジナルキャラクターデザイン、絵本作画）2005年 - 2006年

2006年
- CM 九州生乳販売農業協同組合連合会「九州の空と風と大地から」(CM作画監督、オリジナルキャラクターデザイン）

2007年
- CM フランソアの商品「スローブレッド」」(CM作画監督、オリジナルキャラクターデザイン）2007年 - 

2008年
- CM マックスバリュ九州　(CM作画監督、オリジナルキャラクターデザイン）

2010年
- CM モンデリーズ・ジャパン「幸せパスタストーリー」(CM作画監督、オリジナルキャラクターデザイン）
- ポケモン クリスマスアート(イラスト作画)

2011年
- CM 三井住友海上あいおい生命保険　(CM作画監督）
- ポケモン カフェアート(イラスト作画)

2015年
- CM 薩摩酒造　さつま白波「オヤジの、芋神様」(CM作画監督、オリジナルキャラクターデザイン）

2016年
- CM こもれび森のイバライド （CM作画監督、アニメーションイメージキャラクターデザイン）

2017年
- CM 花王 消臭ストロングシリーズ　「親子は続くよ編」　(CM作画監督、オリジナルキャラクターデザイン）
- 佐藤好春と考えるキャラクターとアニメーションの描き方 ナツメ社 刊　釘宮陽一郎著（イラスト・マンガ作画）

2018年
- CM グリーンコープ （CM作画監督）

2019年
- 花王　春のしあわせ咲く咲くフェア　キャラクターデザイン、WEBアニメーション（絵コンテ、作画監督）

2020年
- 花王　春のきれい咲く咲くフェア　キャラクターデザイン、WEBアニメーション（絵コンテ、作画監督）